# Claude Cadiou
Pour les articles homonymes, voir Cadiou.
Claude Cadiou est le réalisateur du film La Vie platinée qui a fait connaître Mamady Keïta, célèbre percussionniste guinéen et qui lui a permis de s'expatrier en Belgique où il est installé de 1988 a sa mort en 2021.